# Arquidiócesis de Santiago de Cuba
La arquidiócesis de Santiago de Cuba (en latín: Archidioecesis Sancti Iacobi in Cuba) es una circunscripción eclesiástica de la Iglesia católica en Cuba. Se trata de una arquidiócesis latina, sede metropolitana de la provincia eclesiástica de Santiago de Cuba. Desde el 10 de febrero de 2007 su arzobispo y primado de Cuba es Dionisio Guillermo García Ibáñez.

## Territorio y organización

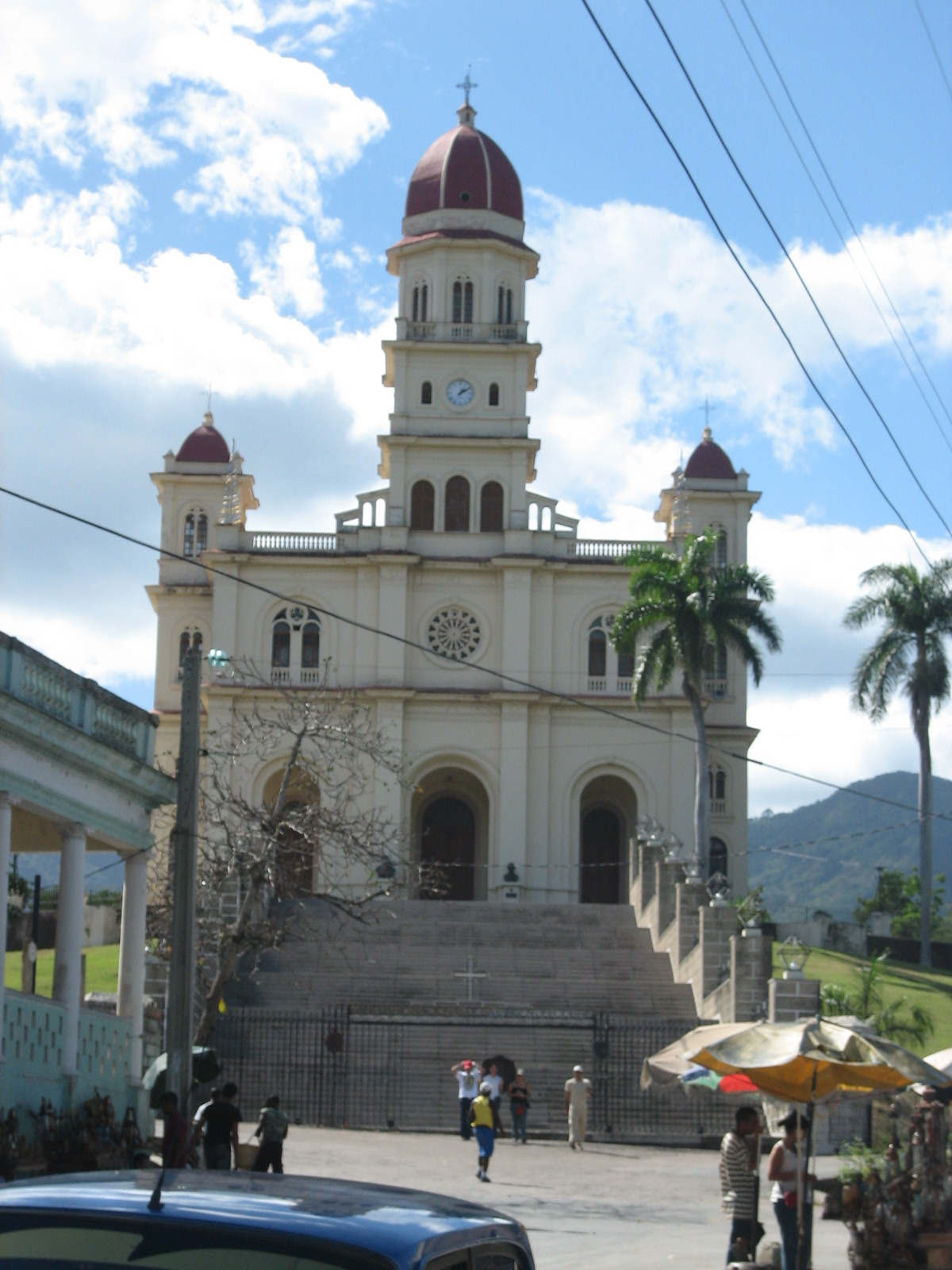
Basílica Santuario Nacional de Nuestra Señora de la Caridad del Cobre, en El Cobre

La arquidiócesis tiene 6154 km² y extiende su jurisdicción sobre los fieles católicos de rito latino residentes en la provincia de Santiago de Cuba.
La sede de la arquidiócesis se encuentra en la ciudad de Santiago de Cuba, en donde se halla la Catedral basílica de Nuestra Señora de la Asunción. En El Cobre se halla la basílica Santuario Nacional de Nuestra Señora de la Caridad del Cobre, en donde se venera la imagen de la patrona nacional, la Virgen de la Caridad del Cobre.
La arquidiócesis tiene como sufragáneas a las diócesis de Guantánamo-Baracoa, Holguín y Santísimo Salvador de Bayamo-Manzanillo.
En 2022 en la arquidiócesis existían 16 parroquias. 

## Historia
La diócesis de Baracoa fue erigida el 11 de febrero de 1517 mediante la bula Super specula del papa León X, obteniendo el territorio de la diócesis de Santo Domingo (hoy arquidiócesis de Santo Domingo). Originalmente incluía toda la isla de Cuba y era sufragánea de la archidiócesis de Sevilla.
El 28 de abril de 1522 la sede se trasladó a Santiago de Cuba, donde se construyó la primera catedral de Cuba, y la diócesis tomó su nombre actual.
Es la más antigua de Cuba y la quinta más antigua de América. En 1612 apareció la imagen de la Virgen de la Caridad del Cobre en el antiguo territorio que ocupaba (hoy es la diócesis de Holguín), luego fue llevada al poblado de El Cobre. En un terremoto que devastó la ciudad el cuadro del Santo Ecce Homo (la pintura más antigua de Cuba) lloró sangre en la catedral, y fue una de las pocas reliquias que pudieron salvarse, lo que lo convirtió en un objeto de devoción popular durante siglos. En 1722, se fundó en esta ciudad el Colegio-Seminario San Basilio Magno, primera casa de altos estudios del país, 6 años antes que la Universidad de La Habana y 54 antes que el Seminario de San Carlos y San Ambrosio. 
El 12 de febrero de 1546 pasó a formar parte de la provincia eclesiástica de Santo Domingo.
Tras el Tratado de Fontainebleau de 1762, pero implementado dos años más tarde, la diócesis amplió su territorio con la extensión de su jurisdicción también sobre la Luisiana española y la Florida española.
El 10 de septiembre de 1787 cedió una parte de su territorio, incluidas Luisiana y Florida, para la erección de la diócesis de San Cristóbal de La Habana (hoy arquidiócesis de San Cristóbal de La Habana).
El 24 de noviembre de 1803 fue elevada al rango de arquidiócesis metropolitana mediante la bula In universalis Ecclesiae regimine del papa Pío VII. Originalmente tuvo como sufragáneas la diócesis de San Cristóbal de La Habana y la diócesis de San Juan de Puerto Rico (hoy arquidiócesis de San Juan); esta última volvió a formar parte de la provincia eclesiástica de Santo Domingo el 28 de noviembre de 1816.
De 1850 a 1859 fue pastoreada por san Antonio María Claret, catequista y misionero, declarado enemigo del segregacionismo racial y esclavista, que lo llevó a sufrir un atentado a las puertas de la antigua parroquia de San Isidoro de Holguín (hoy catedral) y a predecir el terremoto de 1852, y fundó junto a María Antonia Paris, la Congregación de las Religiosas de María Inmaculada (claretianas) en 1855. 
En 1873 el gobierno republicano español nombró arzobispo a Pedro Llorente Miguel, sin el consentimiento de la Santa Sede. El vicario general y otros sacerdotes de la diócesis, incluido el futuro cardenal y beato Ciriaco María Sancha y Hervás, se opusieron al nombramiento y fueron encarcelados. El cisma terminó al año siguiente. De 1873 a 1876 radicó en la arquidiócesis la beata Dolores Sopeña. El beato Ciriaco Sancha fue vicario general y secretario del arzobispado de esta diócesis, donde fundó la congregación de Hermanas de la Caridad (sanchinas); y estuvo cautivo por su firme oposición al cisma de Llorente. En Santiago de Cuba también vivieron el venerable Jerónimo Usera y el siervo de Dios fray Esteban Adoáin a mediados del siglo XIX: el primero antes, y el segundo durante el episcopado de Claret.
En 1882 fue declarada la catedral metropolitana como basílica menor por el papa León XIII (la primera del Caribe).
En 1916 se recibió del papa Benedicto XV la declaración de la Virgen de la Caridad del Cobre como patrona de Cuba y en 1936 fue coronada en la Alameda de Michaelson por fray Valentín Zubizarreta, entonces arzobispo, con el visto bueno del papa Pío XI, en el Congreso Eucarístico Diocesano. 
Posteriormente cedió porciones de su territorio en varias ocasiones para la erección de las diócesis de:
- Camagüey (hoy arquidiócesis de Camagüey) el 10 de diciembre de 1912 mediante la bula Quae catholicae religioni del papa Pío X;
- Holguín el 8 de enero de 1979 mediante la bula Omnium Ecclesiarum sollicitudo del papa Juan Pablo II;
- Santísimo Salvador de Bayamo-Manzanillo el 9 de diciembre de 1995 mediante la bula Omnium Ecclesiarum sollicitudo del papa Juan Pablo II;[7]
- Guantánamo-Baracoa el 24 de enero de 1998 mediante la bula Spirituali Christifidelium del papa Juan Pablo II.[8]

La arquidiócesis recibió la visita pastoral del papa Benedicto XVI en 2012 y del papa Francisco en 2015.
En 1977 el papa Pablo VI otorgó al Santuario de la Virgen de la Caridad el título de basílica menor. El 24 de enero de 1998 fue visitada por el papa Juan Pablo II, donde coronó a la Virgen en una misa solemne en la Plaza de la Revolución Antonio Maceo y le regaló un rosario de oro. El 26 de marzo del año jubilar por los 400 años de la aparición de la Virgen, en la solemnidad de la Anunciación del Señor, fue visitada por el papa Benedicto XVI quien celebró una Misa en la Plaza de la Revolución, donde le entregó la Rosa de Oro de la Cristiandad a la Virgen de la Caridad y el día 27 visitó su santuario. El 22 de septiembre de 2015 el papa Francisco ofició una misa en su santuario, que por primera vez era solemnidad propia de la Virgen de la Caridad, y visitó la Catedral Primada, en donde se encuentra, además, el primer museo de arte religioso de Cuba.

## Estadísticas
Según el Anuario Pontificio 2023 la arquidiócesis tenía a fines de 2022 un total de 250 660 fieles bautizados.
| Año                                                                             | Población            | Población | Población      | Sacerdotes | Sacerdotes    | Sacerdotes    | Bautizados por sacerdote | Diáconos permanentes | Religiosos | Religiosos | Parroquias |
| Año                                                                             | Bautizados católicos | Total     | % de católicos | Total      | Clero secular | Clero regular | Bautizados por sacerdote | Diáconos permanentes | Varones    | Mujeres    | Parroquias |
| ------------------------------------------------------------------------------- | -------------------- | --------- | -------------- | ---------- | ------------- | ------------- | ------------------------ | -------------------- | ---------- | ---------- | ---------- |
| 1950                                                                            | ?                    | ?         | ?              | 84         | 34            | 50            | ?                        |                      | 84         | 198        | 30         |
| 1966                                                                            | ?                    | 2 200 000 | ?              | 36         | 14            | 22            | ?                        |                      |            | 7          | 35         |
| 1970                                                                            | ?                    | 2 960 000 | ?              | 34         | 13            | 21            | ?                        |                      | 23         | 17         | 35         |
| 1976                                                                            | 980 000              | 3 100 000 | 31.6           | 36         | 21            | 15            | 27 222                   |                      | 17         | 15         | 35         |
| 1980                                                                            | 540 000              | 2 200 000 | 24.5           | 24         | 13            | 11            | 22 500                   |                      | 17         | 17         | 21         |
| 1990                                                                            | 570 000              | 2 308 000 | 24.7           | 27         | 16            | 11            | 21 111                   |                      | 14         | 33         | 21         |
| 1999                                                                            | 241 000              | 1 909 000 | 12.6           | 22         | 9             | 13            | 10 954                   |                      | 35         | 32         | 13         |
| 2000                                                                            | 241 000              | 1 090 000 | 22.1           | 22         | 9             | 13            | 10 954                   |                      | 24         | 30         | 13         |
| 2001                                                                            | 246 000              | 1 090 000 | 22.6           | 20         | 8             | 12            | 12 300                   |                      | 24         | 29         | 13         |
| 2002                                                                            | 247 000              | 1 094 000 | 22.6           | 23         | 9             | 14            | 10 739                   |                      | 26         | 33         | 13         |
| 2003                                                                            | 248 000              | 1 041 374 | 23.8           | 20         | 8             | 12            | 12 400                   |                      | 15         | 31         | 13         |
| 2004                                                                            | 248 000              | 1 041 374 | 23.8           | 20         | 8             | 12            | 12 400                   | 2                    | 17         | 33         | 13         |
| 2010                                                                            | 255 500              | 1 050 000 | 24.3           | 26         | 15            | 11            | 9826                     | 4                    | 17         | 36         | 16         |
| 2014                                                                            | 254 300              | 1 047 181 | 24.3           | 28         | 15            | 13            | 9082                     | 2                    | 21         | 34         | 16         |
| 2017                                                                            | 256 730              | 1 057 402 | 24.3           | 26         | 15            | 11            | 9874                     | 2                    | 27         | 31         | 16         |
| 2020                                                                            | 253 700              | 1 047 300 | 24.2           | 31         | 22            | 9             | 8183                     | 3                    | 15         | 35         | 16         |
| 2022                                                                            | 250 660              | 1 035 540 | 24.2           | 34         | 22            | 12            | 7372                     | 2                    | 17         | 34         | 16         |
| Fuente: Catholic-Hierarchy, que a su vez toma los datos del Anuario Pontificio. |                      |           |                |            |               |               |                          |                      |            |            |            |

## Episcopologio

### Obispo de Baracoa
- Juan (Johannes) de Witte Hoos (Ubite), O.P. † (11 de febrero de 1517-28 de abril de 1522 nombrado obispo de Santiago de Cuba)

### Obispos de Santiago de Cuba
- Juan (Johannes) de Witte Hoos (Ubite), OP † (28 de abril de 1522-4 de abril de 1525 renunció)
- Sebastián de Salamanca † (1525-1526 falleció)
  - Sede vacante (1526-1530)
- Miguel Ramírez de Salamanca, O.P. † (7 de noviembre de 1530-1534 falleció)
- Diego de Sarmiento, O.Cart. † (20 de octubre de 1535-1544 renunció)
  - Sede vacante (1544-1550)
- Fernando de Uranga (Urango) † (4 de julio de 1550-1556 falleció)
  - Sede vacante (1556-1561)
- Bernardino Villalpando, C.R.S.A. † (27 de junio de 1561-28 de abril de 1564 nombrado obispo de Santiago de Guatemala)
- Juan del Castillo † (28 de abril de 1564-3 de octubre de 1578 renunció)
- Juan Antonio Díaz de Salcedo, O.F.M. † (14 de marzo de 1580-28 de julio de 1597 nombrado obispo de León en Nicaragua)
- Bartolomé de la Plaza, O.F.M. † (10 de noviembre de 1597-1602 falleció)
- Juan de las Cabezas Altamirano † (15 de abril de 1602-19 de julio de 1610 nombrado obispo de Santiago de Guatemala)
- Alonso Enríquez de Toledo y Armendáriz, O. de M. † (5 de junio de 1610-15 de abril de 1624 nombrado obispo de Michoacán)
- Gregorio de Alarcón, O.A.D. † (29 de abril de 1624-agosto de 1624 falleció)
- Leonel de Cervantes y Caravajal † (1 de diciembre de 1625-17 de diciembre de 1629 nombrado obispo de Guadalajara)
- Jerónimo Manrique de Lara y de Herrera, O. de M. † (7 de enero de 1630-22 de junio de 1644 falleció)
- Martín de Zelaya (Celaya) y Oláriz † (20 de noviembre de 1645-1649 renunció)
- Nicolás Muñoz de la Torre † (13 de septiembre de 1649-4 de julio de 1653 falleció)
- Juan de Montiel † (14 de mayo de 1655-23 de diciembre de 1657 falleció)
- Pedro de Reina Maldonado † (10 de noviembre de 1659-13 de octubre de 1660 falleció)
- Juan de Sancto Mathía Sáenz de Mañozca y Murillo † (5 de septiembre de 1661-27 de febrero de 1668 nombrado obispo de Santiago de Guatemala)
- Alfonso Bernardo de los Ríos y Guzmán, O.SS.T. † (17 de septiembre de 1668-16 de noviembre de 1671 nombrado obispo de Ciudad Rodrigo)
- Gabriel Díaz Vara Calderón † (14 de diciembre de 1671-15 de marzo de 1676 falleció)
- Juan García de Palacios y García † (13 de septiembre de 1677-1 de junio de 1682 falleció)
- Baltasar de Figueroa, O.Cist. † (10 de mayo de 1683-8 de septiembre de 1684 falleció)
- Diego Evelino Hurtado y Vélez † (4 de junio de 1685-29 de agosto de 1704 falleció)
- Jerónimo de Valdés, O.S.Bas. † (15 de diciembre de 1705-29 de marzo de 1729 falleció)
  - Francisco de Izarregui † (1730-1730 renunció) (obispo electo)
- Gaspar de Molina y Oviedo, O.S.A. † (1 de septiembre de 1730-28 de junio de 1731 nombrado obispo de Barcelona)
- José Laso de la Vega y Cansino, O.F.M. † (19 de noviembre de 1731-19 de agosto de 1752 falleció)
- Pedro Agustín Morell de Santa Cruz y Lora † (30 de marzo de 1753-30 de diciembre de 1768 falleció)
- Santiago José Hechavarría y Elguezúa (Cheverria) † (29 de enero de 1770-10 de marzo de 1788 nombrado obispo de Tlaxcala)
- Antonio Feliú y Cien † (30 de marzo de 1789-25 de junio de 1791 falleció)
- Joaquín de Osés y Alzua y Cooparacio † (3 de diciembre de 1792-24 de noviembre de 1803 nombrado arzobispo)

### Arzobispos de Santiago de Cuba
- Joaquín de Osés y Alzua y Cooparacio † (24 de noviembre de 1803- 7 de febrero de 1823 falleció)
- Mariano Rodríguez de Olmedo y Valle † (8 de julio de 1824-23 de enero de 1831 falleció)
- Cirilo de Alameda y Brea, O.F.M. † (10 de julio de 1831-20 de abril de 1849 nombrado arzobispo de Burgos)
- San Antonio María Claret y Clará, C.M.F. † (20 de mayo de 1850-20 de junio de 1859 renunció[nota 1])
- Manuel María Negueruela Mendi † (26 de septiembre de 1859-30 de junio de 1861 falleció)
- Primo Calvo y López † (23 de diciembre de 1861-7 de octubre de 1868 falleció)
- José María Martín de Herrera y de la Iglesia † (5 de julio de 1875-14 de febrero de 1889 nombrado arzobispo de Santiago de Compostela)
- José María Cos y Macho † (14 de febrero de 1889-11 de junio de 1892 nombrado arzobispo a título personal de Madrid y Alcalá de Henares)
- Francisco Sáenz de Urturi y Crespo, O.F.M. † (21 de mayo de 1894-27 de abril de 1899 renunció[nota 2])
- Francisco de Paula Barnada y Aguilar † (2 de junio de 1899-8 de junio de 1913 falleció)
  - Sede vacante (1913-1916)
- Felice Ambrogio Guerra Fezia, S.D.B. † (17 de abril de 1916[nota 3]-16 de enero de 1925 renunció[nota 4])
- Valentín de la Asunción (Manuel) Zubizarreta y Unamunsaga, O.C.D. † (30 de marzo de 1925-26 de febrero de 1948 falleció)
- Enrique Pérez Serantes † (11 de diciembre de 1948-18 de abril de 1968 falleció)
  - Sede vacante (1968-1970)
- Pedro Claro Meurice Estiu † (4 de julio de 1970-10 de febrero de 2007 retirado)
- Dionisio Guillermo García Ibáñez, desde el 10 de febrero de 2007